# Fáelán mac Murchado
Fáelán mac Murchado (mort en 738) est roi de  Leinster issu des Uí Dúnlainge une lignée du Laigin.
Fils de  Murchad mac Bran Mut (mort en 727), un précédent souverain, il règne entre 728 et 738.

## Règne
Fáelán est mentionné pour la première fois dans les Annales en 727 lorsqu'il remporte une victoire lors de la Bataille de Bairenn ou Inis Bregainn conduisant les hommes de Liffey contre Eterscél mac Cellaig des Uí Máil de Cualu et Congal mac Brain qui sont tués. En 728 il accède au trône de Leinster après le meurtre de son frère aîné  Dúnchad mac Murchado (mort en 728) tué lors de la bataille d'Ailenn (comté de Kildare); Il semble toutefois avoir été en concurrence avec son frère cadet Bran Bec Mac Murchado et leur cousin Áed mac Colggen.
La faiblesse des Ui Neill à cette époque incite Cathal mac Finguine (mort en 742), le roi de Munster, à faire valoir ses droits sur la suzeraineté du Leinster. En 735 la bataille de Belach Éile entre les hommes de Leinster et ceux de Munster se solde par une hécatombe des deux côtés. Cellach mac Fáelchair d'Osraige est tué en combattant pour Cathal qui est défait. Les Annales d'Innisfallen, attribuent cependant la victoire à Cathal. La localisation du champ de bataille suggère que Cellach et les « Hommes d'Osraige » étaient les agresseurs et cherchaient à tirer profit de la rivalité de Faelan avec Áed mac Colggen (mort 738) des Uí Cheinnselaigh.
En 738 Cathal réussit à mener une expédition dans le Leinster et il prend des otages et des trésors à Faelan qui meurt la même année à un « âge immature». Les Annales de Tigernach indiquent que c'est son frère  Bran Bec Mac Murchado (mort en 738) qui doit livrer des otages mais d'après le contexte il s'agit plus probablement de Faelan.

## Union et postérité
Faelan avait épouse la veuve de son frère Tualath ingen Cathail, fille de Cathal de Munster. Il est l'ancêtre du sept Uí Fáeláin des Ui Dunlainge qui gouverne à  Naas dans la partie est de la plaine de la Liffey, Airthir Liphi. Son fils Ruaidrí mac Fáeláin (mort en 785) sera également roi de Leinster.

## Article lié
- Liste des rois de Leinster

## Sources primaires
- Annales d'Ulster sur CELT: Corpus of Electronic Texts at University College Cork
- Annales de Tigernach sur CELT: Corpus of Electronic Texts at University College Cork
- Livre de Leinster, Rig Laigin et Rig Hua Cendselaig sur CELT: Corpus of Electronic Texts at University College Cork

## Sources secondaires
- (en) T.W Moody, F.X. Martin, F.J. Byrne, A New History of Ireland IX Maps, Genealogies, Lists. A companion to Irish History part II, Oxford, Oxford University Press, 2011, 690 p. (ISBN 978-0-19-959306-4), p. 134 & 200 Kings of Leinster to 1171
- (en) Francis John Byrne, Irish Kings and High-Kings, Dublin, Four Courts Press, 2001, 341 p. (ISBN 978-1-85182-196-9)
- (en) T.M. Charles-Edwards, Early Christian Ireland, Cambridge, Cambridge University Press, 2000, 707 p. (ISBN 0-521-36395-0, lire en ligne)